# Fabiano Lima Rodrigues
Fabiano Lima Rodrigues, noto semplicemente come Fabiano (Osasco, 27 giugno 1979), è un ex calciatore brasiliano, di ruolo centrocampista.
Possiede il passaporto italiano.

## Carriera
Inizia la carriera in Brasile, nell'Atletico Paranaense, dove gioca per tre stagioni segnando anche 6 reti. Nel 2002 passa al San Paolo per una stagione, disputando 37 gare e marcando una rete.
Nella stagione 2003 arriva in Italia nel Perugia in Serie A, dove disputa 12 gare. La stagione successiva passa al Fenerbahçe, in Turchia dove disputa 13 partite. Nel 2005 torna in Brasile al Palmeiras e nel campionato 2005-2006 torna in Italia all'Arezzo, in Serie B, dove colleziona 9 presenze e segna una rete.
Nella stagione 2006-2007 passa al Genoa dove in due anni è sceso in campo 57 volte senza realizzare nessun gol, mentre nell'estate 2008 Fabiano passa alla Reggina. Sempre nella stessa sessione di calciomercato, il 19 agosto 2008, forte del fatto che la Reggina non ha depositato il suo contratto, si accorda con il Celta Vigo per la cessione in prestito.
Il 3 agosto 2009 viene ingaggiato in prestito dal L.R. Vicenza che milita nel campionato di Serie B; nel gennaio 2010, rientrato in Italia in ritardo dalle vacanze natalizie, rescinde il contratto che lo legavano al L.R. Vicenza e al Genoa.
Rientrato in Brasile, si è accordato con il Guarani. Dopo 9 presenze in un anno si accorda con il Criciúma per la stagione 2011.

## Palmarès

### Club

#### Competizioni nazionali
- Campionato brasiliano: 1

Atletico Paranaense: 2001
- Campionato turco: 1

Fenerbahce: 2004-2005

#### Competizioni statali
- Campionato Paranaense: 2

Atletico Paranaense: 2000, 2001

#### Competizioni internazionali
- Coppa Intertoto UEFA: 1

Perugia: 2003